# Bibelsee (Feldberger Seenlandschaft)
Der Bibelsee ist ein See innerhalb der Gemeinde Feldberger Seenlandschaft im Süden des Landkreises Mecklenburgische Seenplatte in Mecklenburg-Vorpommern.
Der 5,6 Hektar große See liegt in einem dünn besiedelten Gebiet innerhalb der Feldberger Seenlandschaft im Südosten Mecklenburg-Vorpommerns. Der gemeindeangehörige Ort Conow befindet sich 750 Meter nördlich. Am Ostufer verläuft die Landesgrenze zu Brandenburg, hinter der in 250 Meter Entfernung der Ort Boisterfelde liegt, der zur Gemeinde Boitzenburger Land gehört.
Der See liegt in einer Senke und besitzt keine offenen Zu- oder Abflüsse. Sein Wasserspiegel befindet sich 86,3 Meter über dem Meeresspiegel. Das umliegende Gelände steigt zu allen Seiten steil auf über 100 Meter an. Die maximale Ausdehnung des Gewässers beträgt etwa 500 mal 265 Meter. Der Bibelsee bildet nach Norden eine schmale, halsförmige und flache Bucht aus.